# 大河原淳一郎
大河原 淳一郎（おおかわら じゅんいちろう、1936年 - ）は、日本の建築家。

## 経歴
1959年、日本大学旧工学部建築学科卒業。卒業後、冨士工に入社し、旭化成を経て、1966年に大河原建築設計事務所を設立した。

## おもな作品
- 集合住宅武蔵野グリーンタウン（1975年）[2]
- 中野の自邸（1981年）[2]
- 寳蓮寺庫裡（1981年）[2]